# Heftnaht

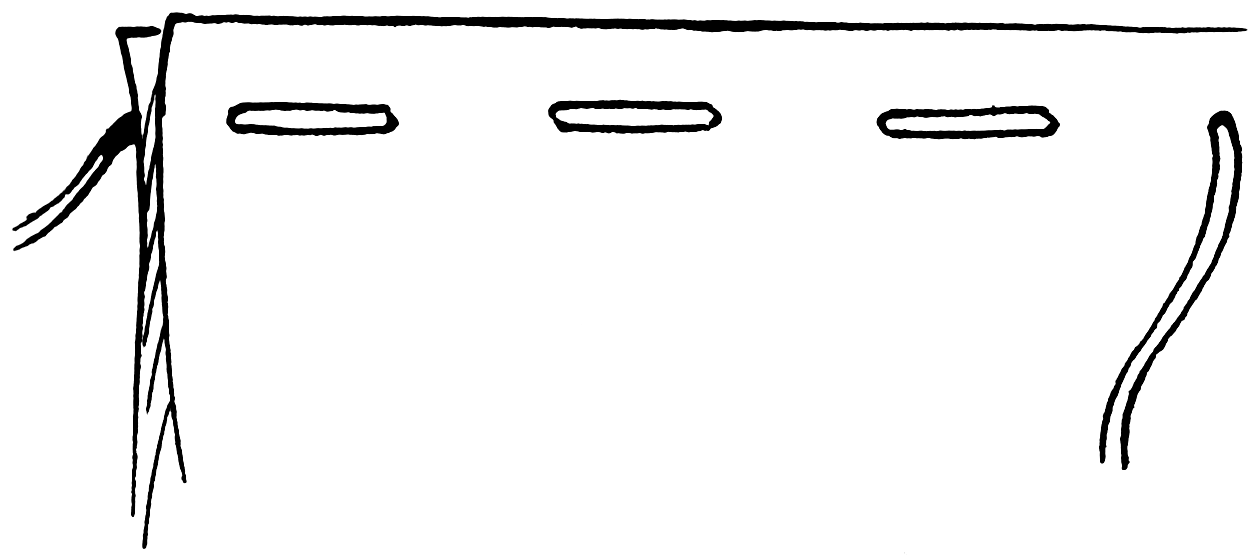
Heftstich oder Heftnaht

Beim Nähen bedeutet Heftnaht, Heftstich oder Heften, schnelle, vorübergehende Stiche zu nähen, die später wieder entfernt werden.
Das Heften wird aus verschiedenen Gründen verwendet, z. B. um eine Naht in Position zu halten, bis sie richtig genäht ist, oder um Mustermarkierungen auf das Kleidungsstück zu übertragen.
Beim Heften handelt es sich um eine Art Nähstich, der in der Regel zum vorübergehenden Zusammenfügen von Stoffstücken in der Anfangsphase der Herstellung eines Kleidungsstücks verwendet wird.
Zum Nähen von Heftstichen wird in der Regel ein spezieller Heftstichfaden verwendet, der leicht reißen kann, so dass er bei Bedarf leicht vom Kleidungsstück entfernt werden kann.

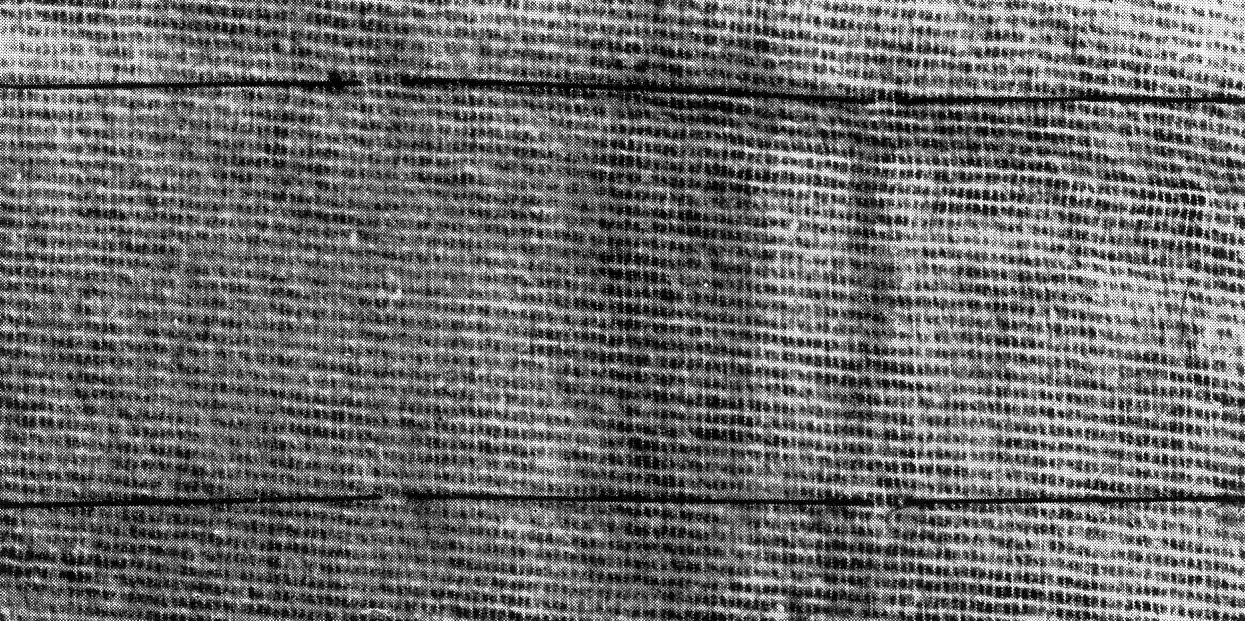
Zwei Heftnähte: Die Abstände zwischen den Heftstichen sind groß.

## Anwendungen

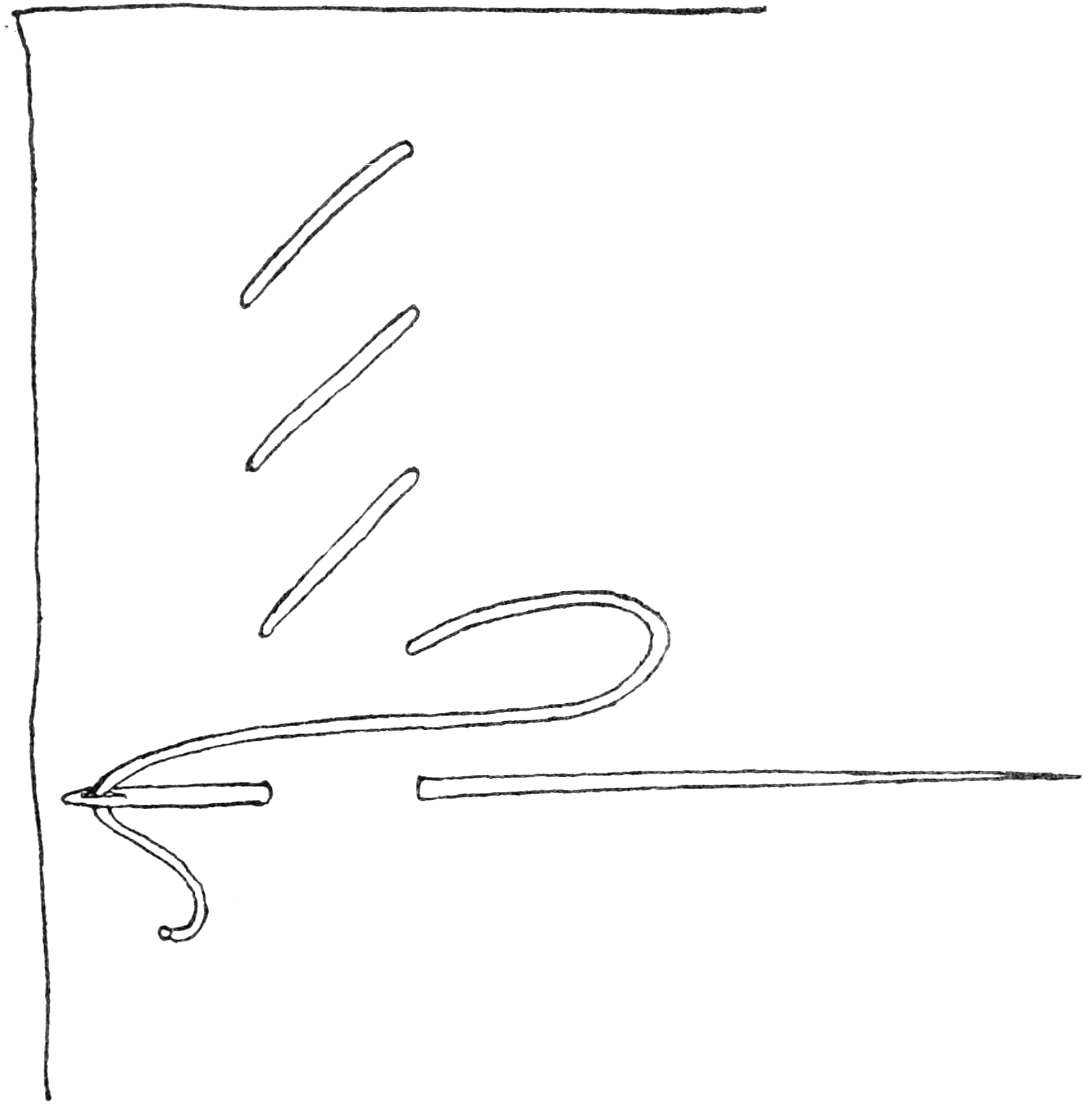
Diagonal-Heftnah

Eine der häufigsten Verwendungen ist das einfache Fixieren einer Naht oder einer Zierleiste, bis sie dauerhaft genäht werden kann, in der Regel mit einem langen, von Hand oder mit der Nähmaschine ausgeführten Stich. Dies wird als Heftstich oder Vorstich bezeichnet. Heftstiche können verwendet werden, wenn ein Kleidungsstück während der Produktion an ein Modell angepasst wird, da die Stiche leicht entfernt und durch Stecknadeln ersetzt werden können, wenn die Naht geändert werden muss.
X-förmige oder diagonalförmige Heftstiche sind auch an den Lüftungsschlitzen (Schlitzen) auf der Rückseite von Herrenanzügen oder an der Unterseite von Bundfalten bei Damenröcken üblich. Sie dienen dazu, die Klappen während des Transports und bei der Präsentation im Geschäft an ihrem Platz zu halten. Sie sollten entfernt werden, bevor sie getragen werden. Markenetiketten sind auch lose auf die Außenkanten der Ärmel von Kleidern und Wintermänteln geklebt und sollen nach dem Kauf entfernt werden. Sie sollen den Kunden helfen, die Marken im Geschäft leicht zu erkennen, ohne in den Kragen greifen zu müssen.
Das Heften kann verwendet werden, um einen Spitzenkragen, Rüschen oder andere Verzierungen vorübergehend an einem Kleidungsstück zu befestigen, so dass der befestigte Artikel zum Reinigen oder zum Tragen mit einem anderen Kleidungsstück leicht entfernt werden kann. Zu diesem Zweck werden Heftstiche von Hand so genäht, dass sie von der Außenseite des Kleidungsstücks nahezu unsichtbar sind.
Das Heften kann verwendet werden, um Mustermarkierungen auf den Stoff zu übertragen oder auf andere Weise die Stelle zu markieren, an der zwei Stoffteile verbunden werden sollen. Ein spezieller loser Schlaufenstich, der zu diesem Zweck verwendet wird, wird als Riegel oder Schneiderriegel bezeichnet. Dies wird oft durch zwei gegenüberliegende Lagen desselben Stoffes hindurch gemacht, so dass beim Durchtrennen der Fäden zwischen den Lagen die Stiche für beide Lagen genau an der gleichen Stelle liegen, was Zeit spart, die andere Lage zu kreiden und zu heften.
Ein Heftstich – ein überlanger Geradstich mit unfertigen Enden – wird häufig beim Quilten oder Sticken verwendet, um übereinanderliegende Stoffteile vorübergehend zu fixieren, wobei die Heftstiche nach Fertigstellung der Arbeit entfernt werden.

## Galerie

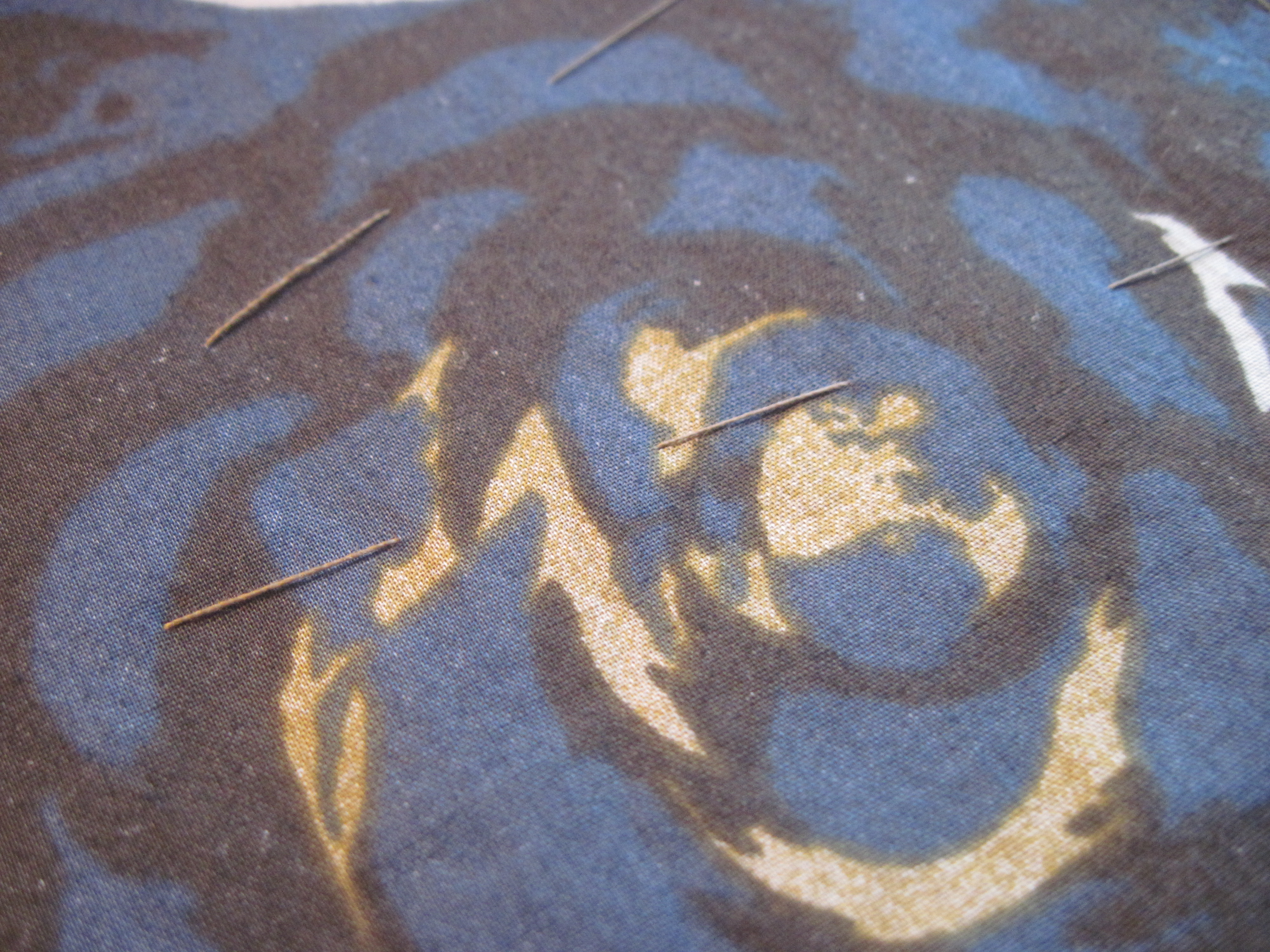
Heftfaden auf der rechten Seite (Außenseite) des Stoffes.
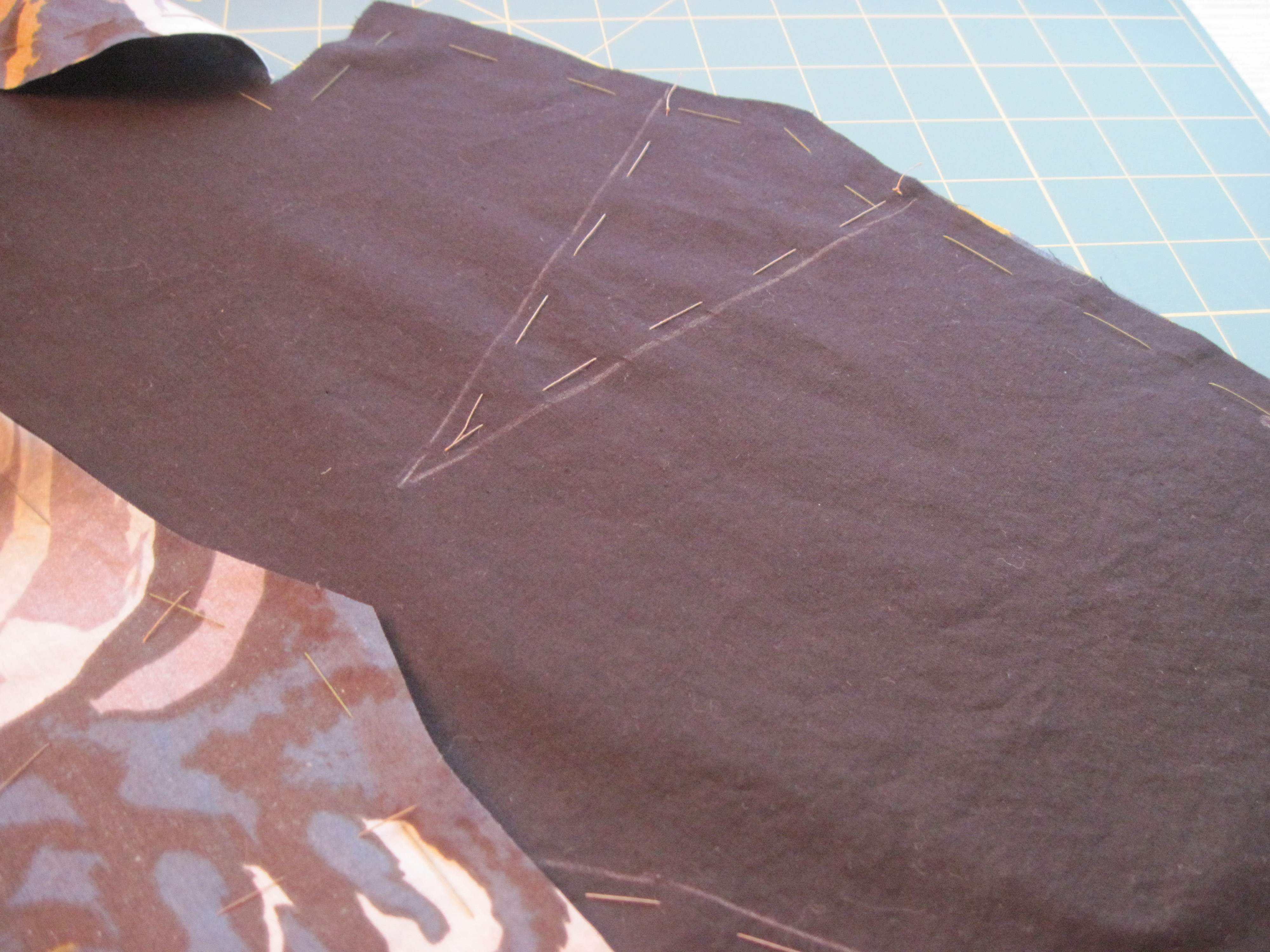
Ein Pauspapier von einem Schnittmuster wird auf den Stoff geheftet, bevor ein Stück zugeschnitten wird. Die Heftmarkierungen werden mit Schneiderkreide umrandet.
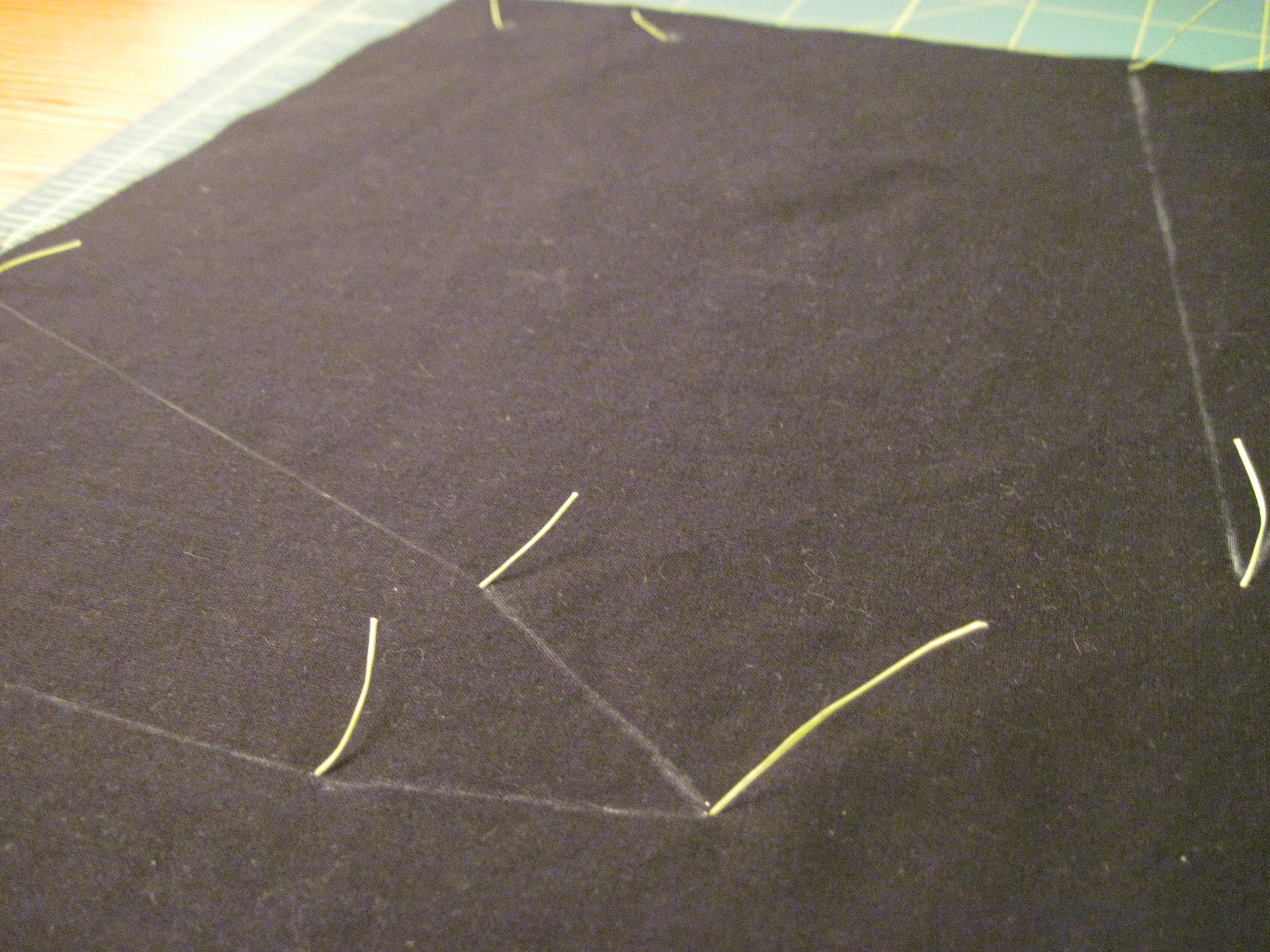
Nähstifte markieren den Stoff zum Nachzeichnen eines Schnittmusters, ohne Pauspapier zu befestigen.